# Леліва (Лодзинське воєводство)
Леліва (пол. Leliwa) — село в Польщі, у гміні Кльонова Серадзького повіту Лодзинського воєводства.
Населення — 286 осіб (2011).
У 1975-1998 роках село належало до Серадзького воєводства.

## Демографія
Демографічна структура станом на 31 березня 2011 року:
|          | Загалом | Допрацездатний вік | Працездатний вік | Постпрацездатний вік |
| -------- | ------- | ------------------ | ---------------- | -------------------- |
| Чоловіки | 145     | 31                 | 96               | 18                   |
| Жінки    | 141     | 28                 | 73               | 40                   |
| Разом    | 286     | 59                 | 169              | 58                   |